# Młodzieżowe mistrzostwa NACAC w lekkoatletyce
Młodzieżowe mistrzostwa NACAC w lekkoatletyce – zawody lekkoatletyczne organizowane co dwa lata dla zawodników do lat 23 pod auspicjami North America, Central America and Caribbean Athletic Association począwszy od roku 2000.
W dwóch pierwszych edycjach mistrzostw startowali zawodnicy do lat 25. Począwszy od zawodów w Sherbrooke w roku 2004 w mistrzostwach biorą udział tylko młodzieżowcy (zawodnicy w wieku od 20 do 22 lat). 

## Edycje
| Edycja | Gospodarz     | Data          |
| ------ | ------------- | ------------- |
| 2000   | Monterrey     |               |
| 2002   | San Antonio   |               |
| 2004   | Sherbrooke    |               |
| 2006   | Santo Domingo |               |
| 2008   | Toluca        |               |
| 2010   | Miramar       | 9–11 lipca    |
| 2012   | Irapuato      | 6–8 lipca     |
| 2014   | Kamloops      | 8–10 sierpnia |
| 2016   | San Salvador  | 15–17 lipca   |
| 2019   | Querétaro     | 5–7 lipca     |
| 2021   | San José      | 9–11 lipca    |
| 2023   | San José      | 21-23 lipca   |